# 卡拉班科羅

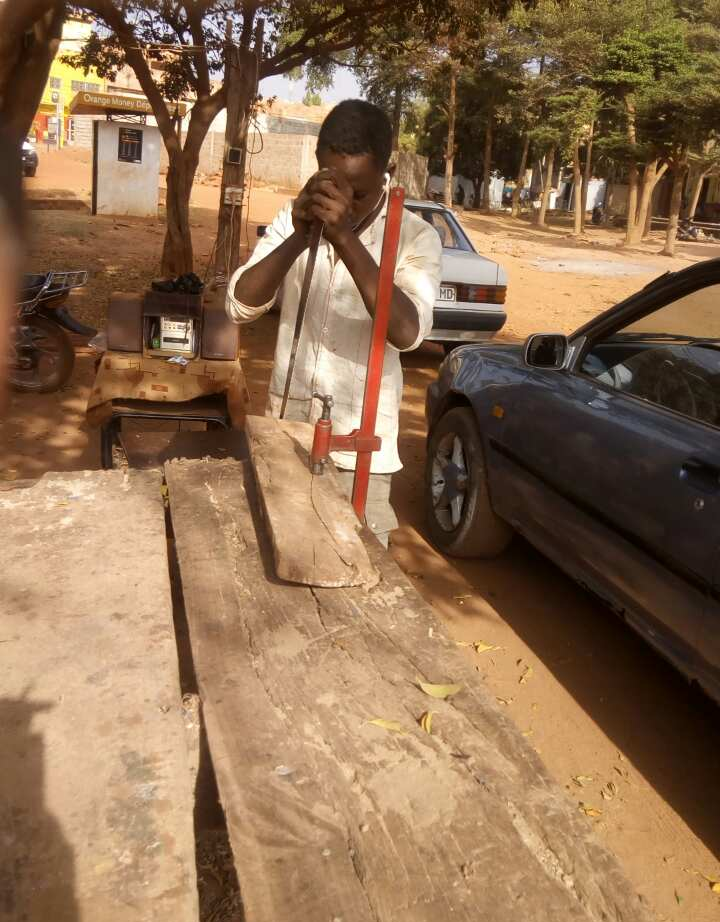
卡拉班科羅的木匠

卡拉班科羅是馬里的城鎮，位於該國西南部尼日河南岸，由庫利科羅區負責管轄，面積220平方公里，海拔高度385米，2009年人口166,722，人口密度為每平方公里758人。